# Grolla d'oro al miglior attore

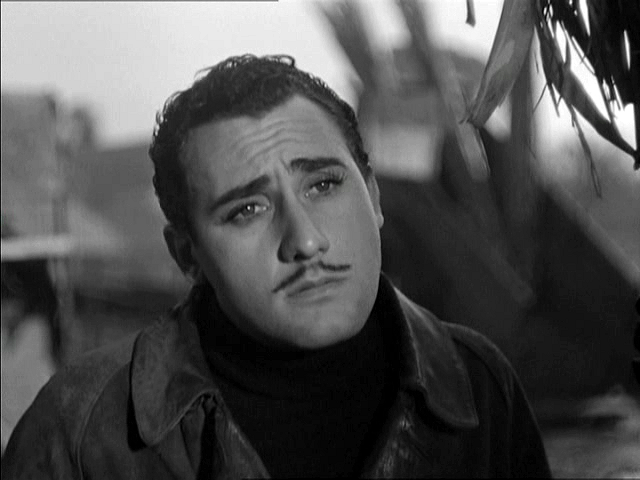
Alberto Sordi con quattro premi ricevuti, detiene il record di vittorie.

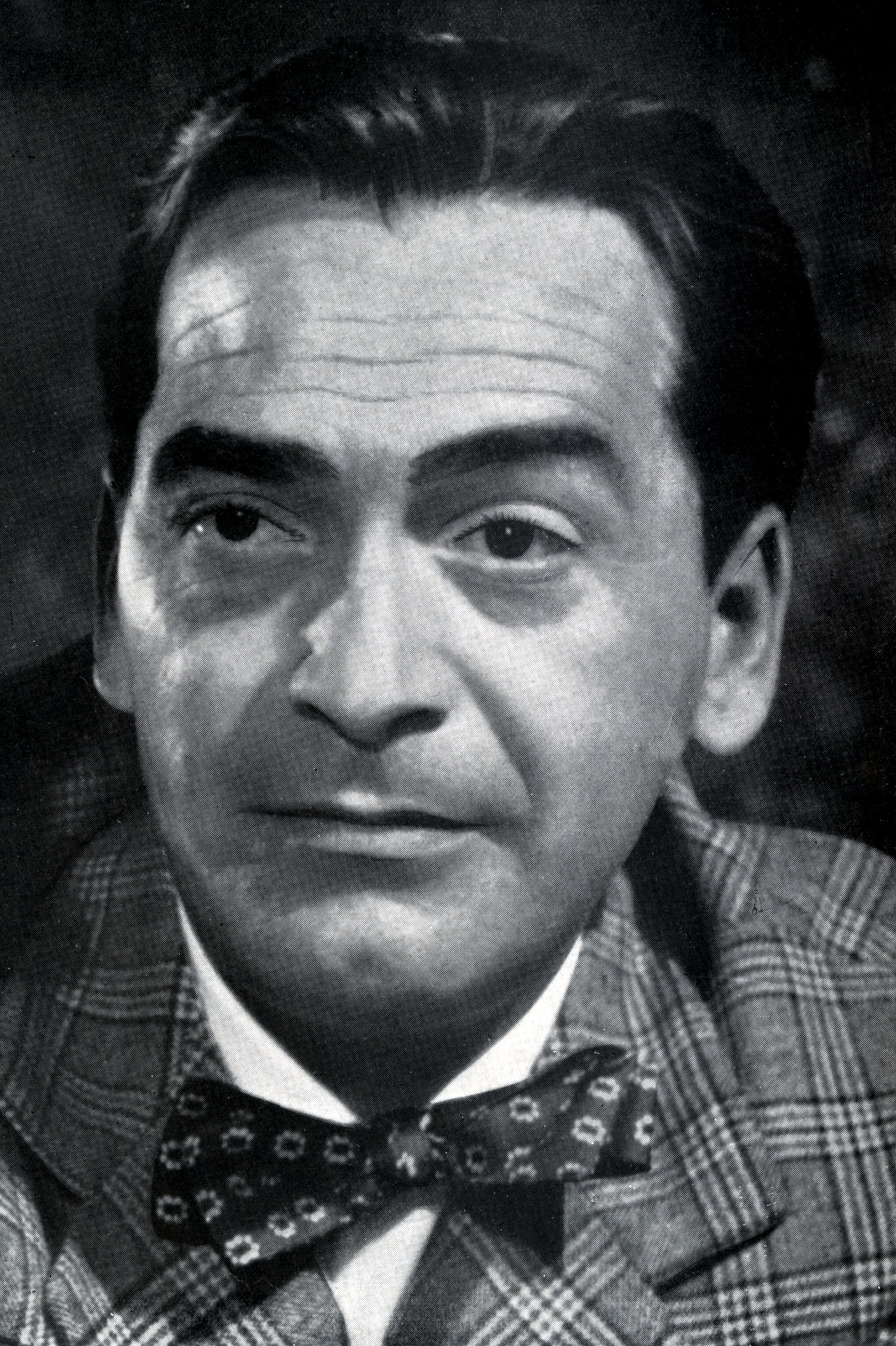
Andrea Checchi fu il primo attore a vincere il premio nel 1953, per La signora senza camelie.

La Grolla d'oro al miglior attore è un premio cinematografico assegnato annualmente nell'ambito delle Grolla d'oro, a partire dall'edizione del 1953 fino a quella 2001.

## Albo d'oro

### Anni 1953-1959
- 1953: Andrea Checchi per La signora senza camelie
- 1954: Vittorio De Sica per Pane, amore e fantasia
- 1955: Marcello Mastroianni per Giorni d'amore e Peccato che sia una canaglia
- 1956[1]: Paolo Stoppa per Il padrone sono me
- 1957[2]: Vittorio Gassman per Kean - Genio e sregolatezza
- 1958[3]: Alberto Sordi per Il marito
- 1959: Peppino De Filippo per Policarpo, ufficiale di scrittura

### Anni 1960-1969
- 1960[4]: Vladimir Ivashov per Ballata di un soldato
- 1961: Alberto Sordi per Tutti a casa
- 1962: Salvo Randone per I giorni contati
- 1963: Romolo Valli per Il Gattopardo
- 1964: Ugo Tognazzi per I mostri
- 1965: Nino Manfredi per Il gaucho
- 1966: Enrico Maria Salerno per Le stagioni del nostro amore
- 1967: Ugo Tognazzi per L'immorale e Il fischio al naso
- 1968: Gian Maria Volonté per Banditi a Milano
- 1969: Gabriele Ferzetti per Gli intoccabili

### Anni 1970-1979
| Anno                 | Attore                                                                   | Pellicola                       |
| -------------------- | ------------------------------------------------------------------------ | ------------------------------- |
| 1970                 |                                                                          |                                 |
| Gian Maria Volonté   | Indagine su un cittadino al di sopra di ogni sospetto                    |                                 |
| Marcello Mastroianni | Dramma della gelosia                                                     |                                 |
| Enrico Maria Salerno | Nell'anno del Signore                                                    |                                 |
| Franco Nero          | Gott mit uns                                                             |                                 |
| Umberto Orsini       | La caduta degli dei                                                      |                                 |
| 1971                 |                                                                          |                                 |
| Franco Nero          | Confessione di un commissario di polizia al procuratore della repubblica |                                 |
| Riccardo Cucciolla   | Sacco e Vanzetti                                                         |                                 |
| Ugo Tognazzi         | Venga a prendere il caffè... da noi                                      |                                 |
| Gian Maria Volonté   | Sacco e Vanzetti                                                         |                                 |
| 1972                 |                                                                          |                                 |
| Giancarlo Giannini   | Mimì metallurgico ferito nell'onore                                      |                                 |
| Turi Ferro           | Mimì metallurgico ferito nell'onore                                      |                                 |
| Gigi Proietti        | La mortadella                                                            |                                 |
| Enrico Maria Salerno | La polizia ringrazia                                                     |                                 |
| 1972                 |                                                                          |                                 |
| Adolfo Celi          | La villeggiatura                                                         |                                 |
| Lino Capolicchio     | D'amore si muore                                                         |                                 |
| Salvo Randone        | Il caso Pisciotta                                                        |                                 |
| Vittorio Caprioli    | La colonna infame                                                        |                                 |
| 1974                 |                                                                          |                                 |
| Nino Manfredi        | Pane e cioccolata                                                        |                                 |
| Antonio Battistella  | La rosa rossa                                                            |                                 |
| Umberto Orsini       | Il delitto Matteotti                                                     |                                 |
| Ugo Tognazzi         | La grande abbuffata                                                      |                                 |
| 1975                 |                                                                          |                                 |
| Vittorio Gassman     | Profumo di donna                                                         |                                 |
| Marcello Mastroianni | Non toccare la donna bianca                                              |                                 |
| Ugo Tognazzi         | Romanzo popolare                                                         |                                 |
| 1976                 |                                                                          |                                 |
| Marcello Mastroianni | Per le antiche scale, La donna della domenica, Todo modo                 |                                 |
| Gastone Moschin      |                                                                          |                                 |
| Stefano Satta Flores |                                                                          |                                 |
| 1977                 |                                                                          |                                 |
| Alberto Sordi        | Un borghese piccolo piccolo                                              |                                 |
| Vittorio Gassman     |                                                                          |                                 |
| Nino Manfredi        |                                                                          |                                 |
| Gigi Proietti        |                                                                          |                                 |
| Ugo Tognazzi         |                                                                          |                                 |
| 1978                 | Marcello Mastroianni                                                     | Una giornata particolare        |
| 1979                 | Giuliano Gemma                                                           | Corleone e Un uomo in ginocchio |

### Anni 1980-1989
| Anno | Attore            | Pellicola                      |
| ---- | ----------------- | ------------------------------ |
| 1980 | Vittorio Caprioli | Café Express e Salto nel vuoto |
| 1981 | Roberto Benigni   | Il minestrone                  |
| 1982 | Paolo Stoppa      | Il marchese del Grillo         |
| 1983 | Non assegnato     |                                |
| 1984 | Non assegnato     |                                |
| 1985 | Non assegnato     |                                |
| 1986 | Non assegnato     |                                |
| 1987 | Non assegnato     |                                |
| 1988 | Non assegnato     |                                |
| 1989 | Non assegnato     |                                |

### Anni 1990-1999
| Anno                 | Attore                           | Pellicola                        |
| -------------------- | -------------------------------- | -------------------------------- |
| 1990                 | Fabrizio Bentivoglio             | Turné                            |
| 1990                 | Diego Abatantuono                | Turné                            |
| 1991                 | Gian Maria Volonté               | Una storia semplice              |
| 1991                 | Massimo Dapporto                 | Una storia semplice              |
| 1991                 | Ennio Fantastichini              | Una storia semplice              |
| 1991                 | Massimo Ghini                    | Una storia semplice              |
| 1991                 | Ricky Tognazzi                   | Una storia semplice              |
| 1992                 | Claudio Amendola                 | Un'altra vita                    |
| 1993                 | Fabrizio Bentivoglio             | Un'anima divisa in due           |
| 1994                 | Kim Rossi Stuart                 | Senza pelle                      |
| 1995                 | Alberto Sordi                    | Romanzo di un giovane povero     |
| 1996                 |                                  |                                  |
| Claudio Amendola     | La mia generazione               |                                  |
| Fabrizio Bentivoglio | Pianese Nunzio, 14 anni a maggio |                                  |
| Alessandro Haber     | Cervellini fritti impanati       |                                  |
| 1997                 | Valerio Mastandrea               | Tutti giù per terra              |
| 1998                 | Enrico Lo Verso                  | Così ridevano                    |
| 1999                 | Stefano Accorsi                  | Ormai è fatta! e Un uomo perbene |

### Anni 2000-2003
| Anno | Attore               | Pellicola                |
| ---- | -------------------- | ------------------------ |
| 2000 | Luigi Maria Burruano | I cento passi            |
| 2001 | Toni Servillo        | L'uomo in più            |
| 2002 | Non assegnato        |                          |
| 2003 | Carlo Verdone        | Ma che colpa abbiamo noi |